# أرنولد بيل
أرنولد بيل (بالإنجليزية: Arnold Bell)‏ هو ممثل بريطاني (وحمل سابقاً جنسية المملكة المتحدة لبريطانيا العظمى وأيرلندا)، ولد في 23 مايو 1901 في المملكة المتحدة، وتوفي في 12 مارس 1988.

## وصلات خارجية
- أرنولد بيل على موقع IMDb (الإنجليزية)
- أرنولد بيل على موقع قاعدة بيانات الفيلم (الإنجليزية)